# Szent Cecília-várkastély
A Szent Cecília-várkastély (spanyolul: Castillo Santa Cecilia) egy középkori várkastélyt utánzó, ám a 20. század közepén épült fényűző szálloda a mexikói Guanajuato városban.

## Története
A terület, ahol ma az épület áll, 1686 táján a Xavéri Szent Ferenc nevű ezüstfeldolzogó hacienda területéhez tartozott. A feldolgozási és bányászati módszerek változásai miatt azonban az itteni üzem később hanyatlani kezdett, viszont a 19. század végére ismét visszanyerte régi fényét. Amikor 1881. október 27-én Porfirio Díaz elnök és Manuel Muñoz Ledo kormányzó meglátogatta, dicsérő szavakkal illették az itt alkalmazott munkamódszereket. A 20. század elejére, ahogy egész Guanajuato állam ezüstbányászata, úgy ez az hacienda is ismét hanyatlásnak indult. 1916-ban, a forradalom idején egy részét szállóként és kórházként kezdték használni, de egy év múlva jövedelmezőség híján végleg bezárták.
Az ingatlant ezután Manuel Quezada Brandy vásárolta meg, aki 1951. május 17-én elkezdte felépíttetni a középkori várat utánzó szállodát. Az épületet a területen található régi, elhagyott, Szent Cecília nevű bánya után Szent Cecília-várkastélynak nevezte el. Felavatására 1952-ben került sor. Eredetileg 20 szobája volt, majd Ricardo Orozco 80, később Alfonso García García és családja 110 szobásra bővítette. A látványos épületben több film és telenovella jeleneteit is forgatták, többek között a Derbez en cuandóét és az Amor Gitanóét.
A fényűző szállodában olyan vendégek is megfordultak az idők során, mint I. János Károly spanyol király és Zsófia királyné, II. Erzsébet brit királynő, Gustavo Díaz Ordaz, Brigitte Bardot, Cantinflas, Jorge Mistral, Álex Lora, Benny Ibarra, María Félix, Celia Cruz, Miguel Aceves Mejía, Alberto Vázquez, Angélica María, Eloy Cavazos, Antonio Aguilar és José Alfredo Jiménez.